# Жеребьёвка

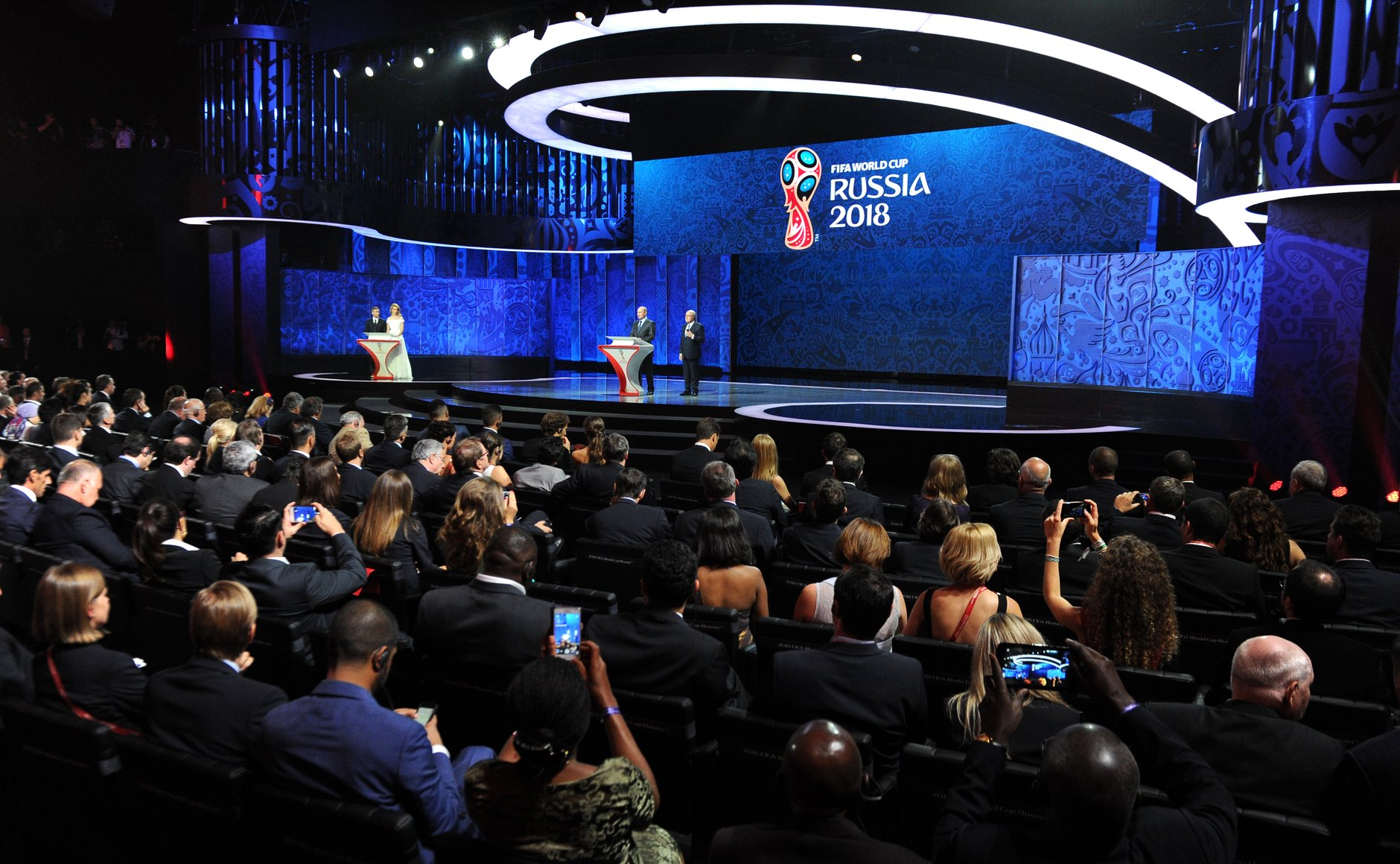
Предварительная жеребьёвка Чемпионата мира по футболу 2018 года с участием Владимира Путина

Жеребьёвка — процедура решения какого-либо вопроса с помощью жребия — условного предмета, случайно выбираемого из множества аналогичных предметов. 
В современности термин применяется главным образом в спорте, где с помощью жеребьёвки определяются участники тех или иных соревнований. Наиболее известны футбольные жеребьёвки, где в качестве жребия выступают шары, перемешиваемые в прозрачной ёмкости. Жеребьёвка может проходить в соответствии с предусмотренными заранее оговорёнными условиями, ограничивающими ряд вариантов («рейтинговая» жеребьёвка — при предварительном «посеве»), а может быть «слепой» («слепой» жребий).

## В истории
В XIX веке Энциклопедический словарь Брокгауза и Ефрона давал такое толкование жеребьёвки: «Жеребьевка — принятый повсеместно (в России и на континенте Западной Европы) способ определения, кто из подлежащих ежегодному призыву для выполнения воинской повинности должен поступить на действительную службу».

## В футболе
Жеребьёвки крупнейших футбольных чемпионатов проводятся УЕФА. Процедура представляет собой перемешивание в корзинах шаров, символизирующих команды.

Перед каждым матчем для определения половины футбольного поля, отведённого той или иной команде, а также для выбора права первого удара, проводится бросание монеты.

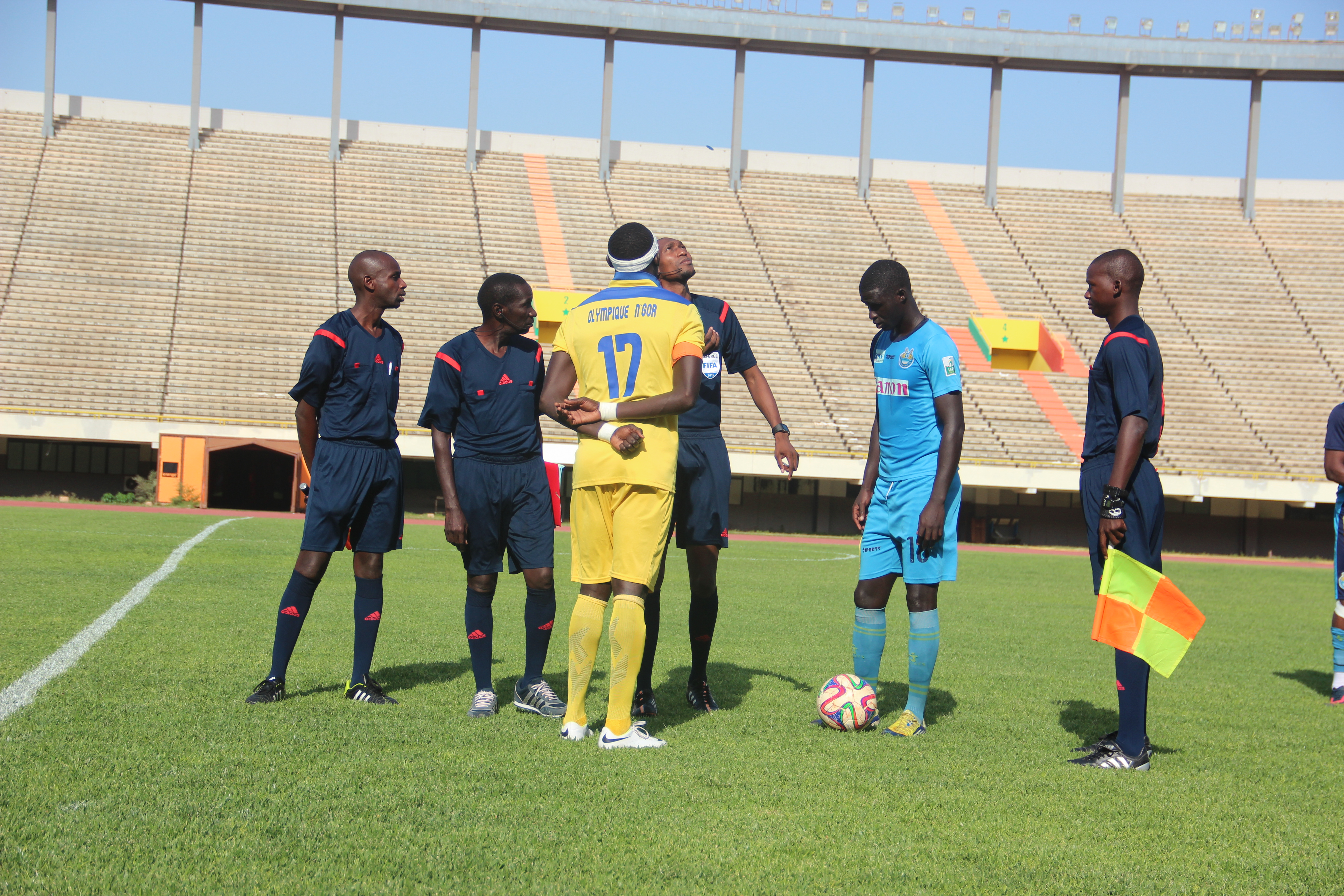
Подбрасывание монеты перед футбольным матчем

### Возможности подтасовок
Существуют различные способы (варианты) махинаций с жеребьёвочными шарами (использование на практике во время крупных церемоний не было признано или доказано), применяемые в ходе процесса жеребьёвки для получения нужных результатов: нагретые (или охлаждённые) шары, магниты в шарах, вибрация шаров.

## В политике
В Испании в день выборов избирательные участки находятся в ведении избирательных советов, состоящих из граждан, выбранных путём жеребьёвки (см. Выборы в Испании#Избирательные процедуры).